# Юаньминъюань

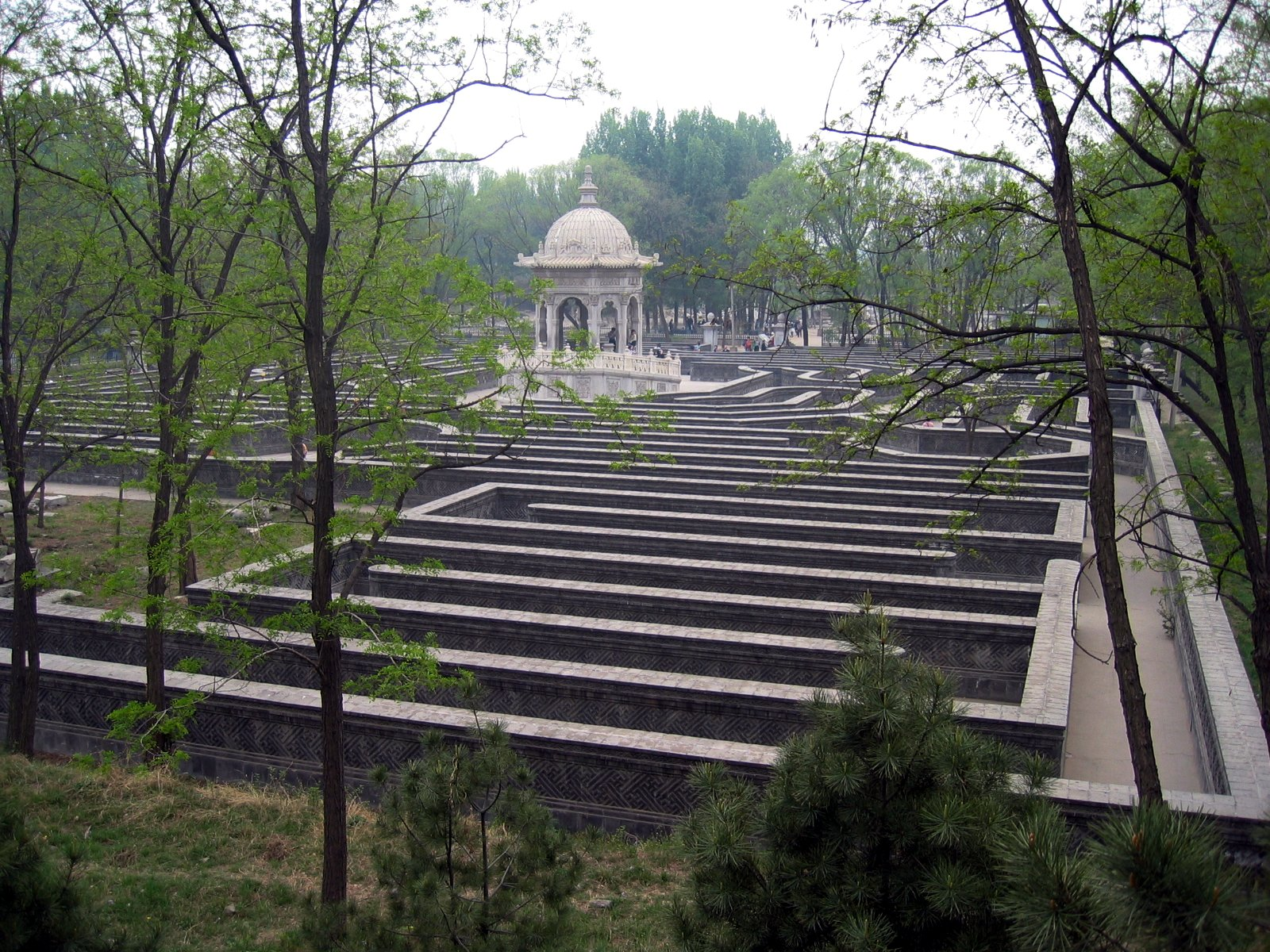
Лабиринт в Императорских садах.

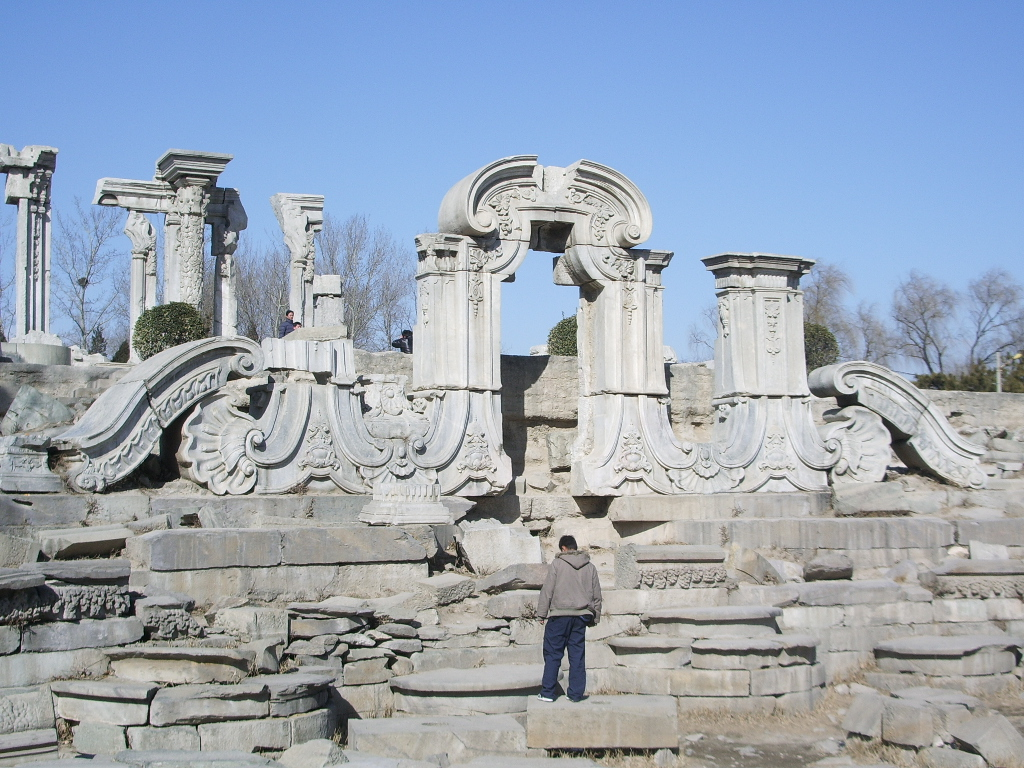
Развалины «дворца в европейском стиле».

Юаньминъюань (кит. трад. 圓明園, упр. 圆明园, пиньинь Yuánmíngyuán, «сады совершенной ясности»), также известный под названиями «Старый Летний дворец» и «Зимний дворец» — разрушенный в 1860 году садово-дворцовый комплекс, расположенный в 8 км к северо-западу от Запретного города, восточнее сохранившегося Летнего дворца императора, правившего под девизом «Цяньлун». В Юаньминъюане императоры империи Цин проводили большую часть времени, наведываясь в Запретный город главным образом для формальных приёмов.
Устройство императорских садов началось в 1707 году по приказу императора, правившего под девизом «Канси», который задумывал подарить их своему сыну. Именно его сын, правивший впоследствии под девизом «Юнчжэн», придумал названия для объектов парка, а также украсил его многочисленными водоёмами. Его преемник, правивший под девизом «Цяньлун» возвёл несколько дворцов в европейском стиле («западные постройки», или сиянлоу) по проектам иезуитов Джузеппе Кастильоне и Мишеля Бенуа.  Площадь его композиций в разные периоды существования составляла от 150 до 347 га. При Цяньлуне площадь садов в 5 раз превышала размеры Запретного города, в 8 раз — Ватикана.
Летний дворец был разрушен захватившими Пекин на исходе Второй опиумной войны англичанами и французами. Китайцы не стали восстанавливать Старый Летний дворец. Он остался в руинах — как символ национального унижения. Не менее унизительной в Китае считают демонстрацию предметов искусства из дворца в европейских музеях. Бесценное собрание фарфора и прочее содержимое дворца по приказу лорда Элджина было разграблено. Участвовавший в уничтожении Чарлз Джордж Гордон писал: «С трудом можно себе представить красоту и великолепие сожжённого нами дворца… Мы уничтожили, подобно вандалам, поместье столь ценное, что его не удалось бы восстановить и за четыре миллиона».
Виктор Гюго в письме капитану Батлеру от 25 ноября 1861 года писал об Англии и Франции так: 

Однажды двое бандитов ворвались в Летний дворец. Один разграбил его, другой поджёг... Один из победителей набил карманы, другой, глядя на него, наполнил сундуки; и оба, взявшись за руки, довольные вернулись в Европу. 
Оригинальный текст (фр.)Un jour, deux bandits sont entrés dans le Palais d'été. L'un a pillé, l'autre a incendié... L’un des deux vainqueurs a empli ses poches, ce que voyant, l’autre a empli ses coffres; et l’on est revenu en Europe, bras dessus, bras dessous, en riant.

В печати периодически появляются сообщения о планах восстановления дворца в первоначальном виде, однако пока что была отстроена лишь его миниатюрная копия в южном городе Чжухай.